# Aotus vociferans
Aotus vociferans är en däggdjursart som först beskrevs av Johann Baptist von Spix 1823.  Aotus vociferans ingår i släktet nattapor, och familjen Aotidae. IUCN kategoriserar arten globalt som livskraftig. Inga underarter finns listade.
Denna nattapa förekommer i nordvästra Sydamerika. Utbredningsområdet sträcker sig över södra Colombia, östra Ecuador, norra Peru och nordvästra Brasilien. Arten vistas i låglandet och i bergstrakter når den 1550 meter över havet. Habitatet utgörs av tropiska regnskogar och andra skogar.
Djuret är främst aktiv på natten och äter frukter, blommor, nektar och några smådjur som insekter. Aotus vociferans lever antingen i familjegrupper av ett föräldrapar med sina ungar eller ensam. Reviren är 5 till 18 hektar stort och de kan överlappas. Arten delar ibland sovplatsen med veckelbjörn, med trädpiggsvinet Coendou bicolor eller med pungråttan Caluromys lanatus.
Hanar väger cirka 700 gram. En hona vägde lite mindre. Arten når en kroppslängd (huvud och bål) av 35 till 45 cm och en svanslängd av 31 till 47 cm. På ovansidan förekommer brunaktig päls och undersidans päls är vitaktig, ibland med inslag av orange. Aotus vociferans har svarta händer och fötter samt en svart svans, förutom svansspetsens undersida som är brun- till rödaktig. På varje sida av ansiktet samt på ännet finns en lodrätt mörk strimma.